# Trachys lichtensteini
Trachys lichtensteini – gatunek chrząszcza z rodziny bogatkowatych i podrodziny Agrilinae.

## Taksonomia
Gatunek ten opisany został po raz pierwszy w 1918 roku przez Henriego du Buyssona.

## Morfologia
Chrząszcz o krótkim i szerokim, owalnym ciele długości od 1,6 do 2,3 mm, w całości ubarwionym lśniąco czarno. Wierzch ciała porastają wyraźniejsze i gęściej niż u pozornika nagiego rozmieszczone włoski, które na pokrywach nie tworzą przepasek, a co najwyżej miejscami są zagęszczone. Głowa jest wciągnięta w przedtułów, o dość słabo odgraniczonym nadustku, bardzo słabo w widoku grzbietowym wciętym czole i płaskim ciemieniu. Czułki są krótkie, o dwóch nasadowych członach pogrubionych, a pięciu ostatnich trójkątnie rozszerzonych, tworzących piłkowaną buławkę. Przedplecze pozbawione jest podłużnej bruzdy środkowej. Pokrywy są silnie ku tyłowi zwężone, o trójkątnym wspólnym zarysie i wspólnie zaokrąglonym wierzchołku. Guzy barkowe nie formują wystającego ząbka i od wewnątrz odgraniczone są tylko delikatnym wciskiem. Przedpiersie ma wyrostek pośrodku niemal nie przewężony, z przodu szerszy i z tyłu węższy, wskutek czego bliższy równoległobocznemu niż u pozornika nagiego. Odnóża mają wszystkie pazurki zaopatrzone w pojedynczy ząbek o niewielkich, wyraźnie mniejszych niż u pozornika nagiego rozmiarach. Spód odwłoka odznacza się sternitami od drugiego do czwartego z głębokimi rowkami na brzegach bocznych oraz sternitem piątym otoczonym głębokim rowkiem na krawędzi tylnej. Ostatni z widocznych sternitów jest zaokrąglony.

## Ekologia i występowanie
Larwy tego owada są endofoliofagami minującymi liście krwiściągu mniejszego z rodziny różowatych.
Gatunek palearktyczny, południowoeuropejski, znany z południowej Francji, Włoch, Chorwacji, kontynentalnej Grecji oraz północnych Wysp Egejskich.